# I-Tipferl-Polka
I-Tipferl-Polka (Polka du point sur le i en français) est une polka française de Johann Strauss II (op. 377). Elle est créée à l'été 1877.

## Histoire
La polka est composée à partir de motifs de l'opérette Prinz Methusalem (Prince Mathusalem). L'œuvre rejoint ainsi une série de compositions (numéros d'opus 375, 376, 378 et 379) qui reprennent tous les thèmes de cette opérette. Le thème principal de la polka remonte à la partition numéro 12 de l'opérette, laquelle est un couplet qui commence par le texte Das Tüpferl auf dem I (Le point sur le I). Cet extrait est l'une des mélodies les plus célèbres de cette opérette à l'époque. La première représentation ne peut plus être déterminée avec précision aujourd'hui. Elle est probablement interprétée par une fanfare militaire à l'été 1877. Eduard Strauss la dirige pour la première fois le 21 octobre 1877 dans la salle de concert du Wiener Musikverein et Johann Strauss la fait jouer à Paris le 20 février 1879.

## Durée
Le temps de lecture sur le CD répertorié en références est de 4 minutes et 58 secondes. Cette duré peut varier quelque selon l'interprétation musicale du chef d'orchestre. 

## Postérité
La pièce est jouée lors du célèbre concert du nouvel an à Vienne : en 1941 (Clement Kraus) ; 1946 (Josef Krips) ; 1956, 1963 et 1969 (Willi Boskovsky).